# Wumianjing
Wumianjing (kinesiska: 五面井, 五面井乡) är en socken i Kina. Den ligger i den autonoma regionen Inre Mongoliet, i den norra delen av landet, omkring 310 kilometer öster om regionhuvudstaden Hohhot.
Genomsnittlig årsnederbörd är 523 millimeter. Den regnigaste månaden är juli, med i genomsnitt 127 mm nederbörd, och den torraste är februari, med 4 mm nederbörd.